# Mevaldato reduttasi (NADPH)
La mevaldato reduttasi (NADPH) è un enzima appartenente alla classe delle ossidoreduttasi, che catalizza la seguente reazione:
(D)-mevalonato + NADP+ ⇄ mevaldato + NADPH + H+
Può essere identica alla alcool deidrogenasi (NADP+).